# Göran Greider
Per Göran Greider, folkbokförd Grejder, född 12 december 1959 i Västra Vingåkers församling i Södermanlands län, är en svensk författare, poet, debattör och journalist.
Greider är sedan 1999 chefredaktör för den fristående socialdemokratiska dagstidningen Dala-Demokraten och deltar ofta i den offentliga debatten. Han debuterade som författare 1981 har publicerat flera diktsamlingar, essäer, debattböcker och tidningsartiklar. Greider skrev krönikor i gratistidningen Metro och är ledarskribent i dagstidningen ETC. 1989–2001 var han drivande bakom tidskriften TLM.
Greider utsågs, tillsammans med journalisten Magda Gad, den 27 januari 2023 till hedersdoktor vid Högskolan Dalarna med motiveringen "Deras yrkesverksamhet vittnar om öppenhet, mod och ansvar. Med kritiskt sinne och medmänskligt patos bidrar de till att skapa öppna vägar till kunskap för ett gott samhälle”.

## Författarskap
Göran Greider debuterade år 1981 med diktsamlingen Vid fönstret slår ensamheten ut, och har sedan dess givit ut ett tiotal diktsamlingar samt essäer, debattböcker, och ett stort antal tidningsartiklar där han utforskar olika samhällsfrågor. Han delar arbetarrörelsens traditionella värderingar och hans ideologiska hållning präglar både hans poesi och prosa.
Göran Greider har tilldelats en lång rad priser och utmärkelser, däribland Sveriges Radios Lyrikpris (1995), Stig Sjödinpriset (1997), Dan Andersson-priset (2001), Eyvind Johnsonpriset (2006), Ivar Lo-priset (2008), Gustaf Fröding-sällskapets lyrikpris (2013) och Samfundet De Nios Stora Pris (2024)..

## Greider i andra media
Veckans Affärer utsåg honom 2014 till en av landets tio viktigaste opinionsbildare. Han har även medverkat i radioprogrammet Spanarna, och deltar ofta i panelen i Godmorgon, världen! i Sveriges Radio P1 samt brukar dessutom ofta kommentera veckans händelser i TV4:s morgonsoffa på fredagar. 
Göran Greider tävlade i SVT:s TV-program På spåret ihop med Zinat Pirzadeh under säsong 19 (2008/09). De blev sist i sin grupp.

## Politisk debattör

### Socialist
Göran Greider började läsa verk av Marx som: Kapitalet och Det kommunistiska manifestet. Greider är reformist och medlem i Socialdemokraterna sedan flera decennier. Men han är en missnöjd socialdemokrat och kritiserar ofta partiledningen utifrån sin position på vänsterflygeln. Greider själv kallar sig hellre socialist än vänster. Det hänger ihop med identitetspolitiken; argumenten är viktigare än varifrån de kommer och vem som uttalar dem.

### Om högerpopulismen
Enligt Greider ligger roten till högerpopulismen i att samhället och kulturen alltmer underställts new public management-systemet och kastat ut människor i otrygghet och rädsla, med osäkra arbetsförhållanden, utförsäkringar och svårigheten att få tag i en vettig bostad. Han har sagt: ”Högerpopulism beror på omständigheter, inte – som vissa verkar tänka – på att det finns en viss personlighetstyp som drar åt det fascistiska.”

## Privatliv
Mamman var sömmerska och hemmafru och hade två söner från ett tidigare äktenskap. Hon avled i covid-19 under 2020, 94 år gammal. Pappan var femton år på sjön innan han blev förälder. Han hade en anarkistisk läggning och jobbade som försäljare av diverse prylar. Greider är skriven i Årsta i Stockholm av skatteskäl och bor Dala-Floda i Dalarna. Han är gift med Berit Greider, och tillsammans har de dottern Ellen Greider som är serieskapare och illustratör.
Greider drabbades 2021 av blodcancer och behandlades på Nya Karolinska. Han skrev löpande dikter om detta på Facebook.

## Priser och utmärkelser
- 1990 – Albert Bonniers stipendiefond för yngre och nyare författare
- 1995 – Sveriges Radios Lyrikpris
- 1997 – Stig Sjödinpriset
- 2001 – Dan Andersson-priset
- 2002 – ABF:s litteraturpris
- 2002 – Ordfronts demokratipris
- 2006 – Eyvind Johnsonpriset[6]
- 2006 – Expressens Björn Nilsson-pris för god kulturjournalistik[7]
- 2008 – Ivar Lo-priset[8]
- 2010 – Hedenvind-plaketten[9]
- 2010 – Ferlinpriset[10]
- 2011 – Karl Vennbergs pris[11]
- 2012 – Axel Liffner-stipendiet[12]
- 2012 – Örjan Lindberger-priset[13]
- 2013 – Gustaf Fröding-sällskapets lyrikpris[14]
- 2022 – Werner Aspenströmpriset[15]
- 2022 – Torgny Segerstedts frihetspenna
- 2023 – Gerhard Bonniers essäpris[16]
- 2024 – Samfundet de Nios Stora pris